# 446年
| 千纪： | 1千纪                                                                                           |
| 世纪： | 4世纪 \| 5世纪 \| 6世纪                                                                         |
| 年代： | 410年代 \| 420年代 \| 430年代 \| 440年代 \| 450年代 \| 460年代 \| 470年代                       |
| 年份： | 441年 \| 442年 \| 443年 \| 444年 \| 445年 \| 446年 \| 447年 \| 448年 \| 449年 \| 450年 \| 451年 |
| 纪年： | 丙戌年（狗年）；北魏太平真君七年；南朝宋元嘉二十三年；高昌北凉承平四年                          |

## 大事记
- 北魏太武帝滅佛（446年-452年）
- 北魏太武帝鎮壓蓋吳起義。
- 北魏因聽信劉宋青州刺史杜驥要歸降的假消息而出兵迎接，發兵南下；杜驥與宋北方諸鎮抵抗，魏軍於是殺掠青兗冀三州後北歸。

## 逝世
- 蓋吳，北魏太武帝時西北各族起事領袖。